# Wind Chimes
«Wind Chimes» es una canción compuesta por Brian Wilson para la banda de rock estadounidense The Beach Boys. La versión original de la canción fue escrita y grabada para el álbum SMiLE de 1966. La banda volvió a grabar la canción para su inclusión en su próximo álbum. Smiley Smile de 1967. Esa versión fue lanzada en el lado B de "Wild Honey", su sencillo de 1967 que se ubicó en el puesto n.º 31 en Billboard Hot 100. Las primeras versiones y mezclas alternativas de la canción fueron lanzadas luego en Good Vibrations: Thirty Years of The Beach Boys (1993) y The Smile Sessions (2011).
Cuando Brian Wilson volvió a terminar Smile como proyecto solista en 2004, volvería a grabar la canción. Esta versión también se usó como lado B, esta vez para la grabación de "Wonderful", que se ubicó en el n. ° 29 en el Reino Unido.

## Composición
Marilyn Wilson dijo: "Un día fuimos de compras y llevamos a casa algunas campanitas de viento. Las colgamos fuera de la casa y un día, mientras Brian estaba sentado, las miró por la ventana y luego escribió la canción. Pienso que así es como sucedió. Simple. Hace muchas cosas de esa manera".
La canción cumple con la parte "Air" de "The Elements"

## Grabación
En su versión original, "Wind Chimes" estaba en formato AAB. Las secciones terminadas 'A' presentan a Carl Wilson en la voz principal, cantando sobre una pista de acompañamiento consistente en marimbas, percusión y contrabajo. Al igual que con todas las partes del proyecto, Brian Wilson experimentó con una serie de arreglos variantes para "Wind Chimes" - toma 1-3 y toma 8-9 de la pista de acompañamiento de la sección A presenta una disposición alternativa en la cual las marimbas fueron reemplazadas por múltiples teclados (posiblemente celeste, órgano, piano y / o clave). También hay una versión vocal alternativa superviviente de la sección A (posiblemente un demo) en la que Brian canta la voz principal.
La sección B consiste en variaciones en la línea de bajo de la sección A, cantadas por todo el grupo sobre una pista de acompañamiento completa y luego, repetidas mucho más silenciosamente, por tres pianos. Las cintas de la sesión revelan que mientras Brian era exigente en sus demandas musicales como productor, también estaba muy atento y receptivo a las improvisaciones e incluso aparentes "errores" cometidos por sus músicos de sesión. Durante una toma de "recolección" para la pista de acompañamiento de la sección "B", uno de los teclados toca accidentalmente una escala de cinco semitonos, en lugar del riff central de 3 semitonos. Wilson detiene inmediatamente la toma, declara con entusiasmo "¡Eso fue un buen error!", Y luego ordena a los músicos que incorporen este cambio accidental en la siguiente toma.
La canción fue grabada en tres sesiones. El 3 de agosto de 1966 en Gold Star Studios, Brian Wilson produjo la pista de acompañamiento. Dos meses después, el 5 de octubre, las secciones A de la pista de acompañamiento fueron rehechas con una banda mucho más pequeña, y la banda grabó sus voces el 10 de octubre. Las sesiones de grabación de octubre fueron en Western Studios donde estuvo presente el ingeniero de sonido Chuck Britz.
Después de que SMiLE fue abandonado, el grupo grabó rápidamente un álbum para ser lanzado en su lugar. Smiley Smile se lanzó en septiembre de 1967, presentando nuevas canciones y nuevas grabaciones de canciones originalmente destinadas a SMiLE. La nueva versión de "Wind Chimes" fue grabada por la banda el 10 y 11 de julio en un estudio improvisado en la casa de Brian Wilson.
Comienza con secciones de 2 A, al igual que la versión original, pero el resto de la canción es diferente y termina con un parte vocal basada en una pista de SMiLE llamada "Holidays". Al igual que con las otras canciones de SMiLE que fueron regrabadas para Smiley Smile, el arreglo en ese álbum es mucho más escaso que en la grabación original. Brian Wilson, Carl Wilson, Mike Love y Dennis Wilson se turnan para interpretar las voces principales.

## Créditos
The Beach Boys
- Al Jardine – voces
- Mike Love – voces
- Brian Wilson – voces
- Carl Wilson – guitarra, voz principal y bajo eléctrico
- Dennis Wilson – voces

Músicos edicionales
- Charles C. Berghofer – contrabjo
- Hal Blaine – batería
- Frank Capp – percusión
- Al de Lory – piano
- William Green – clarinete
- Sam Glenn – saxofón
- James Horn – clarinete
- Carol Kaye – bajo eléctrico
- Larry Knechtel – órgano
- Jay Migliori – saxofón
- Van Dyke Parks – marimba
- Don Randi – piano
- Lyle Ritz – contrabjo